# ピウス・アウグスト・イン・バイエルン
ピウス・アウグスト・イン・バイエルン（Pius August in Bayern, 1786年8月2日 - 1837年8月3日）は、プファルツ＝ビルケンフェルト＝ゲルンハウゼン公爵家の世子で、後にバイエルン公 (Herzog in Bayern)。

## 生涯
プファルツ＝ゲルンハウゼン公ヴィルヘルムとその妻でプファルツ＝ビルケンフェルト家の公子フリードリヒ・ミヒャエルの娘マリア・アンナの間の一人息子として生まれた。母方の叔父はバイエルン王マクシミリアン1世である。ピウス・アウグストはバイエルン王国軍の少将であり、バイロイト第8歩兵連隊の連隊長だった。しかし、非常に怒りっぽく人間嫌いな性格であり、街で通りを歩く庶民に暴力をふるい、相手が失神するまで殴り続けて、何度も牢獄に収監されている。
ピウス・アウグストは1815年にバイエルン科学アカデミーの会員となった。1837年に51歳で亡くなり、遺骸はバンツ修道院に葬られた。

## 子女
1807年5月26日にブリュッセルにおいて、アーレンベルク公子ルートヴィヒ・マリアの娘アマーリエ・ルイーゼと結婚し、間に息子を1人もうけた。
- マクシミリアン・ヨーゼフ（1808年 - 1888年）